# Le Chat potté 2 : La Dernière Quête
Pour les articles homonymes, voir Le Chat potté.
Série Shrek
Le Chat potté
(2011) Shrek 5
(2026)
Pour plus de détails, voir Fiche technique et Distribution.
Le Chat potté 2 : La Dernière Quête ou Le Chat potté : Le dernier vœu au Québec (Puss in Boots: The Last Wish) est un film d'animation d'aventure co-réalisé par Joel Crawford et Januel Mercado, produit par Dreamworks Animation et distribué par Universal Pictures en 2022. Il s'agit du sixième film de la franchise Shrek ainsi que de la suite du spin-off Le Chat potté, sorti onze ans plus tôt.
Le film raconte les aventures du Chat potté partant à la recherche de l'étoile à vœu, également convoitée par Boucle d'Or et les trois ours ainsi que par Big Jack Horner (en). Le but de Potté est de faire le vœu de récupérer ses neuf vies, alors qu'il en a déjà perdu huit et qu'il est traqué par un mystérieux loup capuchonné qui désire le tuer.
Le film sort à noël en décembre 2022 et rencontre un succès commercial et critique inattendu, ses techniques graphiques renouvelées ainsi que ses thèmes inédits étant particulièrement salués. Il est nommé pour l'Oscar du meilleur film d'animation lors de la 95e cérémonie des Oscars.

## Synopsis
Lors d'une fête organisée dans la ville de Del Mar, le Chat potté, légendaire héros et hors-la-loi, réveille accidentellement un géant. Il vainc la créature mais est mortellement écrasé par une cloche. À son réveil, le docteur du village l'informe qu'il a perdu huit de ses neuf vies, qu'il a gaspillé bêtement, et suggère à Potté de prendre sa retraite mais Potté rejette son conseil. Ce soir-là, dans un bar, Potté est attaqué par un loup charismatique portant une cape noire, que Potté prend pour un chasseur de primes.
Le loup désarme et blesse avec facilité Potté, qui fuit, enterre ses vêtements et ses bottes et suit le conseil du médecin en se réfugiant dans la maison de Mama Luna, une femme à chats. Potté y rencontre un chien optimiste déguisé en chat qu'il nomme Perrito. Bouclette et les Trois Ours, une famille de criminels, arrive chez Mama Luna à la recherche du Chat potté, souhaitant l'engager pour voler la carte qui mène à l'Étoile à Vœu qui est en possession de « Big » Jack Horner, le patron d’une chaîne de pâtisserie qui collectionne les artefacts magiques, la famille Ours ne le reconnaissent pas et partent après avoir trouvé sa « tombe ».
Le Chat potté ayant écouté leurs plans, décide d'utiliser l'Étoile pour retrouver ses neuf vies. Accompagné de Perrito, Potté va chez Jack Horner pour voler la carte mais est interrompu par Kitty Pattes-de-velours, son ex-fiancée, Jack Horner et la famille Ours. Potté parvient à s'échapper avec Kitty et Perrito, mais aperçoit le loup encapuchonné dans sa fuite.
La carte guide le trio vers la Forêt Sombre, une dimension parallèle dont le terrain change selon le propriétaire de la carte. Le chemin de Kitty et Potté est semé d'embûches, alors que celui de Perrito est plus simple. La famille Ours et Jack Horner arrivent dans la forêt sombre , Jack tombe sur des fleurs carnivores ( découverts par Potté,  Kitty et Perrito un peu plus tôt) elles dévorent la moitié de ses sbires , Jack décide de sortir de son sac un cricket  capable de les dévorer mais celui ci agit comme conscience et juge les actions de Jack. Finalement Jack les brûle avec le phénix,  la famille Ours reprend également son chemin.
En milieu de chemin, les deux chats recroisent Jack Horner et la famille Ours, tous se battent pour récupérer la carte mais Potté revoit le loup et s'enfuit, distrayant Kitty et permettant à Bouclette d'obtenir la carte, changeant ainsi le chemin. Quand Perrito calme la crise de panique de Potté, ce dernier révèle qu'il a abandonné Kitty le jour de leur mariage. Kitty les entend et avoue qu'elle n'est pas allée au mariage non plus, pensant que Potté ne peut aimer personne plus que lui-même.
Pendant ce temps,  Jack Horner les observe depuis sa boule de cristal,  et demmande l'avis au cricket sur le fait de se débarrasser d'eux , tout en marchant sur ses sbirs pour franchir un gouffre. Le Cricket demande à Jack Horner pourquoi il agit aussi cruellement , Jack lui répond qu'il a eu une enfance heureuse : des parents aimants,  un manoir,  de la stabilité.  Mais il considère ces choses comme inutile et désir obtenir toute la magie du monde . Après avoir franchit le pont des sbires,  il ordone d'avancer le char ce qui entraîne la mort des sbires en tombant dans le gouffre avec le char . Le cricket est horrifié de la scène mais Jack rigole de cela ce qui met le cricket hors de lui et qualifie Jack de " monstrueux " , Jack lui demmande pourquoi il a mis autant de temps à s'en rendre compte avant de le jeter de son épaule .
Potté et Kitty parviennent à voler la carte tandis que la famille Ours est distraite par une apparition de leur maison. En touchant la carte, Potté se retrouve enfermé dans une grotte cristalline, où il est confronté et moqué par ses vies antérieures. Le loup apparaît et se révèle être la Mort : se sentant bafoué par le manque de valeur que Potté a apporté à ses vies, il souhaite lui prendre sa dernière vie prématurément. Potté s'enfuit de la grotte en panique, ignorant Kitty et Perrito et fuyant seul vers l'Étoile. Pendant ce temps, Bouclette révèle aux ours que son souhait est de retrouver sa famille biologique : bien que dévastés, les ours acceptent de l'aider.
Potté arrive à l'Étoile et commence à faire son vœu, mais est confronté par Kitty, qui le réprimande pour son égoïsme en lui avouant que son vœu est de trouver quelqu'un en qui elle peut avoir confiance. Leurs ennemis arrivent et une bataille se lance entre tous les personnages pour obtenir la carte ; Bouclette l'attrape mais l'abandonne pour sauver Bébé Ours, tandis que Kitty enferme Jack Horner dans son sac sans fond.
La Mort arrive sur l'Étoile et créer un mur de feu autour de lui et Potté afin de l’obliger à l’affronter. Ayant appris la valeur de la vie grâce à ses compagnons, Potté abandonne son vœu et accepte le duel du loup. À l'issue de ce combat, Potté parvient à désarmer son adversaire et déclare devant la Mort que même s'il ne pourra pas le vaincre, il ne cessera jamais de se battre pour sa dernière vie. Voyant que Potté n'est plus le petit héros arrogant qui se croyait immortel, la Mort décide de l’épargner, non sans lui rappeler qu'ils se reverront un jour, ce dont Potté affirme dans la mort, et le loup disparaît.
Jack Horner revient à la charge en mangeant un gâteau magique dans le sac, qui lui permet de devenir gigantesque et de s'échapper. Il essaie de faire le vœu d'avoir toute la magie du monde, mais Perrito le distrait assez longtemps pour que Potté, Kitty et Boucle d'Or déchirent la carte, avec l'aide du grillon et du phénix, qui a brûlé le morceau manquant de la carte : l'Étoile se détruit, emportant Jack Horner alors que les autres réussissent à échapper à l’effondrement.
Potté renouvelle sa romance avec Kitty ; ils volent un bateau avec Perrito et partent vers le royaume de Fort Fort Lointain afin de revoir de vieux amis.

## Fiche technique
Sauf indication contraire, les informations mentionnées dans cette section peuvent être confirmées par la base de données cinématographiques IMDb,  présente dans la section « Liens externes ».
- Titre original : Puss in Boots: The Last Wish
- Titre français : Le Chat potté 2 : La Dernière Quête
- Titre québécois : Le Chat potté : Le dernier vœu
- Réalisation : Joel Crawford et Januel P. Mercado
- Scénario : Paul Fisher et Tommy Swerdlow d'après l'histoire original de Tommy Swerdlow et Tom Wheeler
- Musique : Heitor Pereira
- Direction artistique : Joseph Feinsilver
- Décor : Nate Wragg
- Montage : James Ryan
- Production : Mark Swift
- Production exécutive : Christopher Meledandri et Andrew Adamson
- Société de production : DreamWorks Animation
- Société de distribution : Universal Pictures
- Pays de production :  États-Unis,  Corée du Sud[1],[2]
- Langue originale : anglais
- Budget : 90 millions de dollars[4]
- Format : couleur
- Genre : animation, comédie, fantastique, aventure
- Durée : 101 minutes
- Dates de sortie :
- France : 7 décembre 2022
- États-Unis, Canada : 21 décembre 2022

## Distribution

### Voix originales
Sauf indication contraire, les informations mentionnées dans cette section peuvent être confirmées par la base de données cinématographiques IMDb,  présente dans la section « Liens externes ».
- Antonio Banderas : le Chat potté (Puss in Boots en VO)
- Salma Hayek : Kitty Pattes de velours (Kitty Softpaws en VO)
- Harvey Guillén : Perrito
- Florence Pugh : Boucle d'or (Goldilocks en VO)
- Olivia Colman : Maman Ours
- Ray Winstone : Papa Ours
- Wagner Moura : Le Grand Méchant Loup / La Mort
- John Mulaney : Big Jak Horner
- Da'Vine Joy Randolph : Mama Luna
- Samson Kayo (en) : Bébé Ours
- Anthony Mendez : le docteur
- Kevin McCann : Le Grillon parlant
- Conrad Vernon : P'tit biscuit (The Gingerbread Man ou Gingy en VO)
- Cody Cameron : Pinocchio

### Voix françaises
- Boris Rehlinger : le Chat potté
- Diane Dassigny : Kitty Pattes de velours
- Maxime Baudouin : Perrito
- Lison Daniel : Boucle d'or
- Virginie Emane : Maman ours
- Sama Jackson : Papa ours
- Baptiste Marc : Bébé ours
- Guillaume Bourboulon : Big Jack Horner
- Doudou Masta : la Mort
- Jocelyne Nzunga Mbembo : Mama Luna
- Thierry Desroses : le vétérinaire
- Éric Legrand : le Grillon parlant
- Jacques Bouanich : le gouverneur
- Caroline Bourg : Jo Serpent
- Bénédicte Bosc : Jan Serpent
- Emmanuel Garijo : Ti Biscuit
- Alexandre Gillet : Pinocchio

### Voix québécoises
- Manuel Tadros : le Chat potté
- Catherine Proulx-Lemay : Kitty Pattes de velours
- Louis-Philippe Berthiaume : Perrito
- Véronique Marchand : Boucle d'or
- Manon Arsenault : Maman ours
- Normand D'Amour : Papa ours
- Rodley Pitt : Bébé ours
- Nicholas Savard L'Herbier : Jack Horner
- Patrick Chouinard : La Mort
- Fayolle Jean Jr. : Le Docteur
- Tristan Harvey : La Conscience
- François Sasseville : P’tit biscuit
- Martin Watier : Pinocchio

## Production

### Développement
Antonio Banderas annonce la suite du film Le Chat potté en avril 2014,. Le film est alors nommé Puss in Boots 2: Nine Lives & 40 Thieves (Le Chat potté 2 : Neuf vies et quarante voleurs). En mars 2015, l'acteur annonce la réécriture du script.
En Décembre 2018, Chris Meledandri, fondateur de Illumination, est annoncé comme producteur exécutif de Shrek 5 et du Chat potté 2,. Le nom Le Chat potté 2 : La Dernière Quête est déposé en août 2020 et confirmé en Décembre de la même année. En mars 2022, les doubleurs américains, comptant notamment Salma Hayek, Harvey Guillén, Florence Pugh et Olivia Colman, sont annoncés.

### Animation
Comme pour Les Bad Guys, le précédent film des studios Dreamworks, l'animation du film est inspiré du film de Sony Pictures Animation Spider-Man: New Generation, afin que le film ressemble à des illustrations de livre jeunesse et à un conte de fée, s'éloignant ainsi du réalisme des films Shrek tels que créés par Pacific Data Images,,,,,.

## Musique
Heitor Pereira remplace Henry Jackman pour la bande originale du film. Trois chansons originales sont créées pour le film : La Vida es Una, écrite et interprétée par Karol G ; Fearless Hero, écrite par Dan Navarro et interprétée par Antonio Banderas ; et Por Que Te Vas, écrite et interprétée par Gaby Moreno,. La bande originale est distribuée le 16 décembre 2022 avec une reprise de la chanson The End de The Doors.

## Sortie
Les trente premières minutes du film sont diffusées lors du festival international du film d'animation d'Annecy le 14 juin 2022,. Le film est diffusé en avant-première au Lincoln Center de New York le 9 décembre 2022. Sa sortie en salles est originellement prévue en 2018 mais est reportée à la suite de la nouvelle politique de Dreamworks Animation, puis en septembre 2022 avant d'être reportée en décembre, remplaçant la sortie du film de Illumination Super Mario Bros. le film,,,.
Le film est le premier Dreamworks à présenter le nouveau générique d'ouverture du studio, présentant des personnages des films Les Bad Guys, Dragons, Kung Fu Panda, Baby Boss, Les Trolls et Shrek.

## Autour du film

### Personnages
Chat Potté : chat aventurier et arrogant, considéré comme un héros et une légende. Il ne lui reste qu'une seule vie après avoir usé ses autres. N'écoutant pas les conseils que lui donne le médecin, il préfère continuer ses aventures seul comme un héros. Lors d'une confrontation avec un loup (la mort en personne), il décide de prendre sa retraite chez mama Luna. Il rencontre Perrito, boucle d'or et sa famille, et part voler la carte qui permet de localiser l'étoile à vœu à Big Jack Horner pour pouvoir récupérer ses 9 vies.
Kitty Pattes de velours : chatte noire et rusée, elle veut elle aussi obtenir le voeu de l'étoile. Elle croise son ancien acolyte potté et décide de partir à la recherche de l'étoile avec potté et Perrito.
Perrito : petit chien maladroit mais gentil, il accompagne Potté et Kitty dans leur aventure. Il porte une chaussette qui lui sert de vêtement, il aime les fleurs et aime ses amies.
Boucle d'or et les trois ours : inspirée de Boucle d'or et les Trois Ours, cette famille recherche elle aussi l'étoile à vœu, boucle d'or est ici représentée de façon adolescente et désire trouver une vraie famille avec ce vœu.
Le Loup / la mort : loup de grande taille avec une capuche noire et des yeux rouges. Il est la mort en personne, il suit le chat potté tout au long de son aventure. Le loup ne supporte pas que le chat potté gaspille ses vies inutilement. Lors de ses apparitions, il siffle.
Big Jack Horner : homme de grand taille et un peu enrobé, grand patron de son usine à tarte, sévère et cruel. Il est inspiré de la comptine Little Jack Horner. Il collectionne de nombreux objets magiques. Il obtient la carte magique qui permet de localiser l'étoile à vœu pour obtenir toute la magie du monde. Potté et les autres vont la lui voler, c'est alors qu'il décide de partir à la recherche de l'étoile accompagné de son équipe de boulangers et d'un grillon parlant qui lui sert de conscience.
Le Grillon parlant : inspiré de Jiminy Cricket dans Pinocchio, il apparaît au moment où Horner décide de sortir une sauterelle magique de son sac, lui permettant de manger les fleurs vivantes qui lui bloquent le passage, mais contre toute attente, ce grillon parle et agit comme une conscience et juge les actions malsaines de Horner.
Mama Luna : vielle femme qui garde des chats dans sa grande maison.